# Mimosa viva
Mimosa viva är en ärtväxtart som beskrevs av Carl von Linné. Mimosa viva ingår i släktet mimosor, och familjen ärtväxter. Inga underarter finns listade i Catalogue of Life.